# Personenkomitee Gusen
Das internationale Personenkomitee Gusen war ein Komitee, das im Jahr 2001 gebildet wurde und das Gedenken an das Konzentrationslagers Gusen (I) aufrechterhalten wollte.

## Gründung
Es wurde zum 61. Jahrestag des Beginnes der verwaltungsmäßig weitgehend eigenständigen Führung des Konzentrationslagers Gusen (I) am 25. Mai 2001 auf Anregung des Gedenkdienstkomitees Gusen und der damaligen Botschafterin der Republik Polen in Österreich, Irena Lipowicz, durch den österreichischen Bundesminister für Inneres, Ernst Strasser, als Komitee von führenden Politikern guten Willens konstituiert, um als erste Projekte einmal die Sanierung des damals bereits baufälligen Memorials Gusen sowie die Schaffung des im Jahre 2004 eröffneten Besucherzentrums Gusen zu finanzieren.

## Politische Zielsetzung
Durch das Wirken des internationalen Personenkomitees Gusen sollte nach Jahrzehnten österreichischer Agonie (die ehemaligen Konzentrationslager von Gusen wurden nach Kriegsende abgerissen, während allein das dazugehörige Konzentrationslager bei Mauthausen als Gedenkstätte erhalten wurde) auch für den ehemaligen „Lagerteil“ Gusen des ehemaligen KZ-Doppellagers Mauthausen-Gusen eine zeitgemäße Form des Gedenkens für nachfolgende Generationen geschaffen werden.
Die KZ-Gedenkstätte Mauthausen-Gusen sei den Proponenten des Personenkomitees Gusen Mahnung und Auftrag zugleich. Sie verpflichteten sich auch, alles erdenkliche daran zu setzen, dass die KZ-Gedenkstätte Mauthausen-Gusen auch für die zukünftigen Generationen die Bedeutung besitzt, welche sie für diese Proponenten schon 2001 hatte.
Das besondere Augenmerk sollte einer KZ-Gedenkstätte für die Lager in Gusen gelten, in denen über fünf Jahre hinweg Widerstandskämpfer und rassisch Verfolgte aus ganz Europa gequält, geschunden und zu tausenden ermordet wurden. Für diese Lager (KL Gusen I, III und III) sollte eine Gedenkstätte geschaffen werden, die ihrer Bedeutung und Dimension gerecht wird.
Die Proponenten des Personenkomitees Gusen bekannten sich 2001 zur Verantwortung der sich einigenden Staaten Europas für diese KZ-Gedenkstätte und wollten auch in Zukunft den Einrichtungen in Gusen zur Seite stehen. Sie luden auch Vertreter anderer Staaten ein, sich an den Vorhaben des Personenkomitees Gusen zu beteiligen und somit für den Erhalt eines demokratischen, der gemeinsamen Geschichte bewussten und der gemeinsamen Kultur verpflichteten Europas einzutreten.
Das internationale Personenkomitee Gusen wollte durch sein Wirken besonders auch in Gusen von einem „Niemals Vergessen!“ zu einem dauerhaften „Nie wieder!“ beitragen.
Eine würdige Gedenkstätte Gusen sei besonders auch für die polnische Nation ein besonderer Platz, da ab 1940 in Gusen ein großer Teil der geistigen Elite Polens, wie etwa Lehrer, Geistliche, Politiker etc. ermordet wurde. Der oberösterreichische Landeshauptmann Josef Pühringer betonte damals, dass es wichtig sei, „die Stätten der Verbrechen zu aktiven Gedenkstätten zu machen, zu Orten der Auseinandersetzung.“

## Gründungsmitglieder
Gründungsmitglieder waren:
- Ernst Strasser, Bundesinnenminister der Republik Österreich
- Wladyslaw Bartoszewski, em. Außenminister der Republik Polen
- Heinz Fischer, Präsident des Österreichischen Nationalrates
- Josef Pühringer, Landeshauptmann von Oberösterreich

## Weitere Mitglieder
Als weitere Mitglieder bemühten sich um die Schaffung des Besucherzentrums Gusen:
- Damian Zimoń, Erzbischof von Katowice
- Andrzej Byrt, Unterstaatssekretär im Außenministerium der Republik Polen
- Maximilian Aichern, Diözesanbischof von Linz an der Donau
- Roman Sandgruber, Professor an der Johannes-Kepler-Universität Linz
- Fritz Enzenhofer, Präsident des Landesschulrates für Oberösterreich
- Eduard Pesendorfer, Direktor des Landesamtes in Oberösterreich
- Ernst Hutsteiner, Bürgermeister der Gemeinde Langenstein (Oberösterreich)
- Rudolf Honeder, Bürgermeister der Marktgemeinde St. Georgen/Gusen

## Erreichte Resultate
Das Personenkomitee Gusen trug maßgeblich dazu bei, dass das Memorial Gusen 2002 renoviert und neu gestaltet werden konnte sowie dass das neue Besucherzentrum Gusen 2004 seiner Bestimmung übergeben werden konnte.
Die epochalen politischen Leistungen des Personenkomitees Gusen betreffend die Gedenkstättenarbeit im ehemaligen Lagerteil Gusen fanden allerdings infolge grundlegender Personal- und Politikwechsel im österreichischen Innenministerium, den Rücktritt von Bundesminister Ernst Strasser im Jahre 2004 und fehlende Unterstützung durch das Mauthausen Komitee Österreich keine Kontinuität.
Erst als infolge weiterer politischer Inaktivität der zuständigen Stellen in Wien die österreichische Bundesimmobiliengesellschaft im Jahre 2009 mit der Verfüllung der umfangreichen Stollensysteme Bergkristall in St. Georgen/Gusen und „Kellerbau“ in Langenstein begann, setzten nach schärfsten internationalen Protesten wieder Bemühungen seitens des zuständigen österreichischen Bundesministeriums für Inneres zur Rettung eines kleinen Teils der Stollen von „Bergkristall“ als beschränkt begehbare unterirdische KZ-Gedenkstätte des ehemaligen Konzentrationslagers Gusen II ein. So war es KZ-Überlebenden 2010 erstmals seit dem Kriegsende möglich, das ehemalige Stollensystem „Bergkristall“ legal und sicher zu betreten.